# Juan Cole
Juan Cole (Albuquerque, Estats Units, 1952), és Catedràtic d'Història de la Universitat de Michigan (EUA). Les seves investigacions se centren en el món islàmic i la seva relació amb Occident. Comentarista habitual en els principals mitjans televisius i radiofònics dels Estats Units, ha escrit extensament sobre Egipte, l'Iran, l'Iraq i el sud-est asiàtic, llocs on ha viscut per llargs períodes. Entre les seves publicacions destaquen Napoleon's Egypt: Invading the Middle East (Palgrave Macmillan, 2007) i Engaging the Muslim World (Palgrave Macmillan, 2009), publicat a Espanya com Un nuevo compromiso con el mundo islámico (Edicions Bellaterra, 2010). Ha estat editor de The International Journal of Middle East Studies i des del 2006 és president de l'Associació Nord-americana d'Estudis sobre l'Orient Mitjà.